# Resolució 1745 del Consell de Seguretat de les Nacions Unides
La Resolució 1745 del Consell de Seguretat de les Nacions Unides fou adoptada per unanimitat el 22 de febrer de 2007 després de la crida del Secretari General a «enviar un senyal important de la voluntat del Consell de Seguretat de mantenir el seu compromís amb Timor Oriental». Després de reafirmar les resolucions anteriors a Timor Oriental, en particular les resolucions 1599 (2005), 1677 (2006), 1690 (2006) i 1703 (2006), el Consell va ampliar el mandat de la Missió Integrada de les Nacions Unides a Timor Oriental (UNMIT) fins al 26 de febrer de 2008.

## Detalls
Amb les eleccions presidencials de Timor Oriental a menys de dos mesos, el Consell de Seguretat va ampliar el mandat de la UNMIT fins a febrer de 2008, i va aprovar un reforçament temporal de la policia de la Missió amb una unitat addicional de fins a 140 oficials per complementar la capacitat d'execució de la llei vigent, especialment durant el període pre i postelectoral.
Reiterant la seva opinió que les pròximes eleccions serien un pas important en el procés d'enfortiment de la democràcia, el Consell demana a totes les parts de Timor Oriental que s'adhereixin als principis de no-violència i als processos democràtics i legals per garantir que les pròximes eleccions tinguin un impacte unificador i contribueixin a unificar la població de Timor Oriental, i encoratja a totes les parts de Timor a assegurar que es duguin a terme eleccions lliures, justes i pacífiques i que el calendari desenvolupat per la Comissió Nacional d'Eleccions sigui respectat.
Expressant la seva preocupació per la situació de seguretat, política, social i humanitària encara fràgil i volàtil de Timor Oriental, i acollint amb satisfacció els esforços inicials realitzats en el sector de la seguretat, el Consell va demanar a tots els partits timoresos, en particular als líders polítics del país, que continuessin treballant junts en un esperit de cooperació i compromís per consolidar els progressos realitzats a Timor Oriental en els últims anys i permetre que el país passi a un futur més pacífic i més pròsper.